# Chidhuapi
Chidhuapi (también Chidguapi) es una isla chilena perteneciente a la comuna de Calbuco, Región de Los Lagos. Tiene una superficie de 4,7 km² y según el censo de 2017 cuenta con una población de 316 habitantes.

## Descripción
La isla es parte del archipiélago de Calbuco; se encuentra en el norte del golfo de Ancud, al suroeste de isla Puluqui a estrecha distancia —separadas por el canal Chidguapi—, y próxima a isla Quenu, que se encuentra al oeste, al otro lado del paso Pilolcura.
Hacia 1735, en el periodo colonial, contaba con una población indígena de 124 habitantes, mientras que cincuenta años después la población llegaba a 56 indígenas y 217 españoles. Según el censo de 1865, cuando ya era parte del departamento de Carelmapu de la provincia de Llanquihue, la isla contaba con 255 habitantes.
Francisco Astaburuaga la describió en 1867 como una isla «pequeña, baja y feraz (fértil)», mientras que el explorador Francisco Vidal Gormaz se refirió a ella en 1872 como «otra de las pintorescas islas del grupo de Calbuco que, como la de Quenu, se encuentra sin bosques i mui cultivada» y mencionó escuetamente la labor de recolección de mariscos practicada por mujeres, la existencia de una capilla, un molino y la cantidad de ganado existente, compuesto de ovejas, cabras, caballos y cerdos.
Al 2017 la isla cuenta con una población de 316 habitantes. Tiene una escuela y una estación médica rural. También tiene una capilla católica, representante de la escuela chilota de arquitectura religiosa en madera. En su inmediaciones está rodeada de centros de cultivo de salmón y de chorito.

## Conectividad
Existen dos servicios subsidiados de pasajeros que conectan a la isla con Calbuco:
- Sector Ahuenco-Calbuco. Cuatro viajes semanales, los días miércoles, jueves, viernes y domingo.
- Seno Pilolcura-Calbuco. Dos viajes semanales, los días lunes y viernes.